# Panorpa pseduoalpina
Panorpa pseduoalpina är en näbbsländeart som beskrevs av Apollonia Nagler 1970. Panorpa pseduoalpina ingår i släktet Panorpa och familjen skorpionsländor. Inga underarter finns listade i Catalogue of Life.